# Promachella
Promachella is een vliegengeslacht uit de familie van de roofvliegen (Asilidae).

## Soorten
- P. pilosa (Wilcox, 1937)